# Софі Френсіс
Софі Френсіс (ім'я при народженні Софі Бонгерс (нід. Sophie Francis); 2 грудня 1998, Гертогенбос, Нідерланди) — нідерландська діджейка, що пише музику у стилі хауз. Її творчість неодноразово була відзначена різними авторитетними музичними журналами (Billboard) та студіями звукозапису (Freeway Recordings, Spinnin Records).

## Біографія
Софі Бонгерс народилася 2 грудня 1998 року у місті Гертогенбос, провінція Північний Брабант, Нідерланди. Згодом її сім'я переїхала до Південно-Африканської Республіки, де пройшло її дитинство, але з часом повернулися до Нідерландів. 
Почала активно займатися музикою у 14-річному віці. Щоб покращити свої вміння вона навчалася протягом дев'яти місяців на спеціалізованих музичних курсах для діджеїв у місті Ейндговен. Щоб практикувати свої навички Софі домовилася про співпрацю з місцевим клубом «Het Pumpke», де грала свої сети після занять в школі. 2015 року вона була запрошена до Південної Африки на екскурсію, де отримала змогу виступила на головному майданчику музичного фестивалю «The Ruins Festival» в районі бухті Св. Френсіса. Згодом була запрошена до найвідомішого клубу Кейптауна — The Coco Club. Її виступи транслювалися по національному телебаченні та зібрали більш ніж 1,5 мільйона глядачів. 2016 року Софі відіслала свої три демозаписи різним музичним лейбам. Внаслідок цього їй надійшло запрошення до співпраці від Freeway Recordings. Після цього були записані та реалізовані сингли «Drop Of A Dime», «Up In This» та «Bad Boy». Кожен з них отримав місце в Top 20 рейтингу Beatport Progressive House. Після цього її треки стали потрапляти до ротації на NRJ і Tiesto Club Life. Наступний, 4-й сингл «Annihilate» також здобув визнання і отримав більш ніж 2 мільйона прослуховувань на Soundcloud. Влітку все ж того 2016 року вона отримала запрошення зіграти під час фестивалю у Валенсії, де Софі виступила перед тридцяти п'яти тисячною аудиторією. 
На її рахунку виступи на фестивалі «New Discovery», де у якості головної зірки вона грала разом із Стівом Аокі, Олівером Гелденсом, Nervo та Мартіном Гарріксом. В цьому ж році на сайті Powerhouse Music був розміщений її вокальний трек «Walls». За результатами голосування слухачів національних радіостанцій Нідерландів 538, SlamFM та 3FM її композиція отримала 94 % схвальних відгуків та ввійшла до Top 30. Наступний трек «Don't Stop» увійшов до Тор 15 рейтингу Beatport chart та був презентований на концерті Девіда Гетти. Загалом трек отримав схвальні відгуки від провідних ді-джеїв світу. 
2017 року Софі підписала контракт зі студією Spinnin Records. Її перший сингл «Without You» вийшов у лютому, а наступний «Lovedrunk» — у травні. Після цього вона була включена до списку учасників престижного бельгійського музичного фестивалю — Tomorrowland. Дебют Софі в США відбувся під час світового фестивалю — Ultra Music Festival. Її виступ був відзначений музичним журналом «Billboard», що включив її до п'яти найкращих жіночих виступів Ultra Music Festival. Spotify NL включив Софі до рейтингу «25 найвпливовіших артистів віком до 25 років» (Top 25 Most Influential Artists Under 25). Нещодавно Софі закінчила середню школу та сконцентрувалася на міжнародних турах, ставши постійним резидентом Storm Electronic Music Festival в Китаї, Parookaville в Німеччині та Tomorrowland в Бельгії.

## Сингли
Нижче наведені сингли, що Софі Френсіс презентувала дотепер:
| Назва                     | Дата       | Видавець                            |
| ------------------------- | ---------- | ----------------------------------- |
| «Drop Of A Dime»          | 29.02.2016 | Freeway Recordings                  |
| «Up In This»              | 11.04.2016 | Freeway Recordings                  |
| «Bad Boy»                 | 30.05.2016 | Freeway Recordings                  |
| «Annihilate»              | 20.06.2016 | Особисте завантаження до Soundcloud |
| «Walls»                   | 26.09.2016 | Powerhouse Music                    |
| «Don't Stop»              | 18.11.2016 | Dirty Dutch Music                   |
| «Without You»             | 17.02.2017 | Spinnin' Records                    |
| «Lovedrunk»               | 26.05.2017 | Spinnin' Records                    |
| «Get over it»             | 10.11.2017 | Smash the House                     |
| «Hearts Of Gold»          | 26.01.2018 | Spinnin' Records                    |
| «Get over it» Ft. Laurell | 09.03.2018 | Smash the house                     |